# علي ريال
علي ريال (26 مارس 1980 في بلدية زموري، بومرداس).هو لاعب كرة قدم جزائري و يلعب حاليا لنادي شبيبة القبائل. لعب سابقا لنوادي جزائرية أخرى وهو يحمل رقم 5 في فريقه الحالي.

## مسيرته الدولية
في العاشر من ديسمبر 2012 ،تم إدراج ريال من قبل الناخب الجزائري وحيد خليلهودزيتش في قائمة أولية من 40 لاعبا للمشاركة في كأس الأمم الأفريقية لكرة القدم 2013 بجنوب أفريقيا. و بعد أسبوع قلص الناخب الجزائري القائمة غلى 24 لاعبا، مع بقاء اسم ريال على لائحة.

## إنجازات اللاعب
مع الأندية
- - شبيبة القبائل:
    - كأس الجمهورية الجزائرية 2011 (1): 2011.